# Хатмехит
Хатмехит в древноегипетската митология е богиня риба, основно свързана с обожествяването на свещената река Нил и почитана в района на Пер-Банебджедет (Мендес – дн. Тел ал-Руба, Египет). Името се превежда като Къща на Мехит (Хат Мехит), намеквайки, че тя може би има някаква връзка с Хатор, едно от най-старите божества в Египет, позната още под името Мехит (голям потоп). Може би това е, защото се префполага да е останка от първичните води на съзиданието, от които възниква всичко. Други богини, асоциирани с първичните води, са Мут и Нунет.
В древноегипетското изкуство Хатмехит се изобразява като риба или като жена с емблема или корона във формата на риба на главата си. Тя е позната още като „първа сред рибите“ или „господарката на рибите“. Почитана е като богиня на живота и защитата.
Когато култът към Озирис се въздига, хората от Мендес го припознават като постигнал властта си като съпруг на Хатмехит. Когато Хор бива възприет като син на Озирис, Хатмехит става съответно негова майка. Като съпруга на Озирис и майка на Хор, по-нататък тя бива идентифицирана като форма на Изида.